# Ciutat Meridiana (metrostation)
Ciutat Meridiana is een station van de metro in Barcelona. Het is gelegen in de gelijknamige wijk in het district Nou Barris van Barcelona, tegen de gemeentegrens met Montcada i Reixac. Het station wordt bediend met metrolijn L11. Het station is gelegen in de tariefzone 1.
Het station is in de herfst van 2003 geopend. De sporen en perrons liggen ondergronds. Bij de bouw van de metrolijn moest rekening worden gehouden met de grote niveauverschillen in en rond de vallei. Daar waar een station zuidelijker, Torre Baró | Vallbona, de lijn niet ver onder het straatniveau ligt, is dit ter hoogte van het station Ciutat Meridiana wel het geval. De sporen liggen 50 meter onder straatniveau. Het perron is toegankelijk via drie snelle liften, roltrappen en een trap met 264 treden.
Trinitat Nova · Casa de l'Aigua · Torre Baró | Vallbona · Ciutat Meridiana · Can Cuiàs